# Jhené Aiko/Diskografie
Diese Diskografie ist eine Übersicht über die musikalischen Werke der US-amerikanischen Sängerin Jhené Aiko. Den Schallplattenauszeichnungen zufolge hat sie bisher mehr als 65,7 Millionen Tonträger verkauft, davon alleine in ihrer Heimat über 61 Millionen.

## Alben

### Studioalben
| Jahr | Titel Musiklabel                    | Höchstplatzierung, Gesamtwochen, AuszeichnungChartplatzierungen (Jahr, Titel, Musiklabel, Platzierungen, Wochen, Auszeichnungen, Anmerkungen) | Höchstplatzierung, Gesamtwochen, AuszeichnungChartplatzierungen (Jahr, Titel, Musiklabel, Platzierungen, Wochen, Auszeichnungen, Anmerkungen) | Höchstplatzierung, Gesamtwochen, AuszeichnungChartplatzierungen (Jahr, Titel, Musiklabel, Platzierungen, Wochen, Auszeichnungen, Anmerkungen) | Höchstplatzierung, Gesamtwochen, AuszeichnungChartplatzierungen (Jahr, Titel, Musiklabel, Platzierungen, Wochen, Auszeichnungen, Anmerkungen) | Anmerkungen                              |
| Jahr | Titel Musiklabel                    | CH | UK | US | R&B | Anmerkungen                              |
| ---- | ----------------------------------- | --- | --- | --- | --- | ---------------------------------------- |
| 2014 | Souled Out Def Jam Recordings (UMG) | — | UK23 Silber · (2 Wo.)UK | US3 Platin · (11 Wo.)US | R&B1 (38 Wo.)R&B | Erstveröffentlichung: 8. September 2014  |
| 2017 | Trip Def Jam Recordings (UMG)       | — | UK56 (1 Wo.)UK | US5 Platin · (53 Wo.)US | R&B4 (20 Wo.)R&B | Erstveröffentlichung: 22. September 2017 |
| 2020 | Chilombo Def Jam Recordings (UMG)   | CH72 (1 Wo.)CH | UK13 Silber · (3 Wo.)UK | US2 Platin · (104 Wo.)US | R&B2 (61 Wo.)R&B | Erstveröffentlichung: 6. März 2020       |

### Kollaboalben
| Jahr | Titel Musiklabel                  | Höchstplatzierung, Gesamtwochen, AuszeichnungChartplatzierungen (Jahr, Titel, Musiklabel, Platzierungen, Wochen, Auszeichnungen, Anmerkungen) | Höchstplatzierung, Gesamtwochen, AuszeichnungChartplatzierungen (Jahr, Titel, Musiklabel, Platzierungen, Wochen, Auszeichnungen, Anmerkungen) | Höchstplatzierung, Gesamtwochen, AuszeichnungChartplatzierungen (Jahr, Titel, Musiklabel, Platzierungen, Wochen, Auszeichnungen, Anmerkungen) | Höchstplatzierung, Gesamtwochen, AuszeichnungChartplatzierungen (Jahr, Titel, Musiklabel, Platzierungen, Wochen, Auszeichnungen, Anmerkungen) | Anmerkungen                                      |
| Jahr | Titel Musiklabel                  | CH | UK | US | R&B | Anmerkungen                                      |
| ---- | --------------------------------- | --- | --- | --- | --- | ------------------------------------------------ |
| 2016 | Twenty88 Def Jam Recordings (UMG) | — | UK69 (1 Wo.)UK | US5 (9 Wo.)US | R&B1 (12 Wo.)R&B | Erstveröffentlichung: 1. April 2016 mit Big Sean |

### Kompilationen
| Jahr | Titel Musiklabel                                   | Höchstplatzierung, Gesamtwochen, AuszeichnungChartplatzierungen (Jahr, Titel, Musiklabel, Platzierungen, Wochen, Auszeichnungen, Anmerkungen) | Höchstplatzierung, Gesamtwochen, AuszeichnungChartplatzierungen (Jahr, Titel, Musiklabel, Platzierungen, Wochen, Auszeichnungen, Anmerkungen) | Höchstplatzierung, Gesamtwochen, AuszeichnungChartplatzierungen (Jahr, Titel, Musiklabel, Platzierungen, Wochen, Auszeichnungen, Anmerkungen) | Höchstplatzierung, Gesamtwochen, AuszeichnungChartplatzierungen (Jahr, Titel, Musiklabel, Platzierungen, Wochen, Auszeichnungen, Anmerkungen) | Anmerkungen                             |
| Jahr | Titel Musiklabel                                   | CH | UK | US | R&B | Anmerkungen                             |
| ---- | -------------------------------------------------- | --- | --- | --- | --- | --------------------------------------- |
| 2024 | The Magic Hour Collection Def Jam Recordings (UMG) | — | — | US136 (2 Wo.)US | — | Erstveröffentlichung: 22. November 2024 |

### Mixtapes
| Jahr | Titel Musiklabel             | Höchstplatzierung, Gesamtwochen, AuszeichnungChartplatzierungen (Jahr, Titel, Musiklabel, Platzierungen, Wochen, Auszeichnungen, Anmerkungen) | Höchstplatzierung, Gesamtwochen, AuszeichnungChartplatzierungen (Jahr, Titel, Musiklabel, Platzierungen, Wochen, Auszeichnungen, Anmerkungen) | Höchstplatzierung, Gesamtwochen, AuszeichnungChartplatzierungen (Jahr, Titel, Musiklabel, Platzierungen, Wochen, Auszeichnungen, Anmerkungen) | Höchstplatzierung, Gesamtwochen, AuszeichnungChartplatzierungen (Jahr, Titel, Musiklabel, Platzierungen, Wochen, Auszeichnungen, Anmerkungen) | Anmerkungen                                                                             |
| Jahr | Titel Musiklabel             | CH | UK | US | R&B | Anmerkungen                                                                             |
| ---- | ---------------------------- | --- | --- | --- | --- | --------------------------------------------------------------------------------------- |
| 2011 | Sailing Soul(s) Selbstverlag | — | — | US180 (1 Wo.)US | — | Erstveröffentlichung: 16. März 2011 Charteinstieg erst nach Wiederveröffentlichung 2021 |

### EPs
| Jahr | Titel Musiklabel                  | Höchstplatzierung, Gesamtwochen, AuszeichnungChartplatzierungen (Jahr, Titel, Musiklabel, Platzierungen, Wochen, Auszeichnungen, Anmerkungen) | Höchstplatzierung, Gesamtwochen, AuszeichnungChartplatzierungen (Jahr, Titel, Musiklabel, Platzierungen, Wochen, Auszeichnungen, Anmerkungen) | Höchstplatzierung, Gesamtwochen, AuszeichnungChartplatzierungen (Jahr, Titel, Musiklabel, Platzierungen, Wochen, Auszeichnungen, Anmerkungen) | Höchstplatzierung, Gesamtwochen, AuszeichnungChartplatzierungen (Jahr, Titel, Musiklabel, Platzierungen, Wochen, Auszeichnungen, Anmerkungen) | Anmerkungen                             |
| Jahr | Titel Musiklabel                  | CH | UK | US | R&B | Anmerkungen                             |
| ---- | --------------------------------- | --- | --- | --- | --- | --------------------------------------- |
| 2013 | Sail Out Def Jam Recordings (UMG) | — | UK— SilberUK | US8 Gold · (46 Wo.)US | R&B2 (64 Wo.)R&B | Erstveröffentlichung: 12. November 2013 |

## Singles

### Als Leadmusikerin
| Jahr | Titel Album                                 | Höchstplatzierung, Gesamtwochen, AuszeichnungChartplatzierungen (Jahr, Titel, Album, Platzierungen, Wochen, Auszeichnungen, Anmerkungen) | Höchstplatzierung, Gesamtwochen, AuszeichnungChartplatzierungen (Jahr, Titel, Album, Platzierungen, Wochen, Auszeichnungen, Anmerkungen) | Höchstplatzierung, Gesamtwochen, AuszeichnungChartplatzierungen (Jahr, Titel, Album, Platzierungen, Wochen, Auszeichnungen, Anmerkungen) | Anmerkungen |
| Jahr | Titel Album                                 | UK | US | R&B | Anmerkungen |
| --- | ------------------------------------------- | --- | --- | --- | --- |
| 2012 | 3:16 AM Sail Out                            | — | — | — | Erstveröffentlichung: 4. September 2012 |
| 2013 | Bed Peace Sail Out                          | UK— SilberUK | US— ×2DoppelplatinUS | R&B25 (1 Wo.)R&B | Erstveröffentlichung: 17. September 2013 feat. Childish Gambino Autoren: J. A. E. Chilombo, D. Glover                                                                                        |
| 2014 | The Worst Sail Out                          | UK— GoldUK | US43 ×5Fünffachplatin · (20 Wo.)US | R&B11 (25 Wo.)R&B | Erstveröffentlichung: 14. Januar 2014 Autorin: J. A. E. Chilombo |
| 2014 | To Love & Die Souled Out                    | — | — | R&B46 (1 Wo.)R&B | Erstveröffentlichung: 24. Juni 2014 feat. Cocaine 80s Autoren: J. A. E. Chilombo, M. Robinson, B. Warfield, J. E. Fauntleroy II, C. J. Jackson, Jr., F. J. Perren, L. E. Resto, K. St. Lewis |
| 2014 | The Pressure Souled Out                     | — | US— GoldUS | R&B23 (2 Wo.)R&B | Erstveröffentlichung: 17. Juli 2014 |
| 2015 | Spotless Mind Souled Out                    | — | US— PlatinUS | — | Erstveröffentlichung: 25. Januar 2015 |
| 2015 | Sorry to Interrupt –                        | — | — | — | Erstveröffentlichung: 10. Juni 2015 mit Jessie J & Rixton |
| 2016 | Maniac –                                    | — | — | — | Erstveröffentlichung: 16. November 2016 |
| 2017 | First Fuck –                                | — | US— GoldUS | — | Erstveröffentlichung: 24. Februar 2017 mit 6lack |
| 2017 | While We’re Young Trip                      | UK— SilberUK | US— ×3DreifachplatinUS | R&B46 (2 Wo.)R&B | Erstveröffentlichung: 9. Juni 2017 |
| 2018 | Sativa Trip                                 | UK— GoldUK | US74 ×5Fünffachplatin · (16 Wo.)US | R&B32 (14 Wo.)R&B | Erstveröffentlichung: 22. Januar 2018 feat. Rae Sremmurd Autoren: Chilombo, Warfield, Robinson, Aaquil Brown, Khalif Brown                                                                   |
| 2019 | Triggered (Freestyle) Chilombo              | — | US51 ×2Doppelplatin · (4 Wo.)US | R&B19 (5 Wo.)R&B | Erstveröffentlichung: 8. Mai 2019 |
| 2019 | Trigger Protection Mantra –                 | — | — | — | Erstveröffentlichung: 13. September 2019 |
| 2019 | None of Your Concern Chilombo               | UK97 (1 Wo.)UK | US55 ×2Doppelplatin · (3 Wo.)US | R&B26 (2 Wo.)R&B | Erstveröffentlichung: 15. November 2019 feat. Big Sean |
| 2020 | P*$$Y Fairy (OTW) Chilombo                  | UK84 Silber · (1 Wo.)UK | US40 Platin · (25 Wo.)US | R&B23 (25 Wo.)R&B | Erstveröffentlichung: 17. Januar 2020 |
| 2020 | Happiness Over Everything (H.O.E.) Chilombo | — | US65 Platin · (1 Wo.)US | R&B41 (1 Wo.)R&B | Erstveröffentlichung: 28. Februar 2020 feat. Future & Miguel |
| 2022 | Sunshine –                                  | — | US— GoldUS | R&B44 (4 Wo.)R&B | Erstveröffentlichung: 12. August 2022 mit Tyga & Pop Smoke |
| Folgende Lieder erschienen nicht als Single, wurden aber durch das Album zum Download und Streaming bereitgestellt und konnten somit eine Platzierung erlangen: |                                             | | | | |
| |                                             | | | | |
| 2016 | Deja vu Twenty88                            | — | — | R&B21 (3 Wo.)R&B | als Twenty88 mit Big Sean Autoren: S. M. Anderson, J. A. E. Chilombo, D. M. Weir II, C. Osteen, M. Powell                                                                                    |
| 2020 | B.S. Chilombo                               | UK64 Silber · (2 Wo.)UK | US24 ×2Doppelplatin · (23 Wo.)US | R&B15 (29 Wo.)R&B | feat. H.E.R. |

### Als Gastmusikerin
| Jahr | Titel Album                                  | Höchstplatzierung, Gesamtwochen, AuszeichnungChartplatzierungen (Jahr, Titel, Album, Platzierungen, Wochen, Auszeichnungen, Anmerkungen) | Höchstplatzierung, Gesamtwochen, AuszeichnungChartplatzierungen (Jahr, Titel, Album, Platzierungen, Wochen, Auszeichnungen, Anmerkungen) | Höchstplatzierung, Gesamtwochen, AuszeichnungChartplatzierungen (Jahr, Titel, Album, Platzierungen, Wochen, Auszeichnungen, Anmerkungen) | Anmerkungen |
| Jahr | Titel Album                                  | UK | US | R&B | Anmerkungen |
| --- | -------------------------------------------- | --- | --- | --- | --- |
| 2013 | Beware Hall of Fame                          | UK— SilberUK | US38 ×4Vierfachplatin · (20 Wo.)US | R&B10 (23 Wo.)R&B | Erstveröffentlichung: 25. Juni 2013 Big Sean feat. Jhené Aiko & Lil Wayne Autoren: S. M. Anderson, D. M. Weir II, A. Izquierdo, J. A. E. Chilombo, D. Carter, D. Lambert, B. Potter, M. Dean                                  |
| 2014 | Post to Be Sex Playlist                      | UK74 Platin · (16 Wo.)UK | US13 ×6Sechsfachplatin · (37 Wo.)US | R&B5 (38 Wo.)R&B | Erstveröffentlichung: 11. November 2014 Omarion feat. Chris Brown & Jhené Aiko Autoren: O. Grandberry, D. McFarlane, M. Adams, M. Powell, S. Jean, C. M. Brown, J. A. E. Chilombo, E. Bonner, L. Dunbar, J. Taylor, L. Willis |
| 2017 | It’s a Vibe Pretty Girls Like Trap Music     | UK— SilberUK | US44 ×5Fünffachplatin · (20 Wo.)US | R&B20 (20 Wo.)R&B | Erstveröffentlichung: 9. März 2017 2 Chainz feat. Ty Dolla Sign, Trey Songz & Jhené Aiko |
| 2018 | Naked Truth Mad Love: The Prequel            | — | — | — | Erstveröffentlichung: 5. Oktober 2018 Sean Paul feat. Jhené Aiko |
| 2020 | Be Yourself –                                | — | — | — | Erstveröffentlichung: 16. Oktober 2020 Ty Dolla Sign feat. Jhené Aiko & DJ Mustard |
| 2020 | Back to the Streets –                        | — | US58 Platin · (13 Wo.)US | R&B21 (18 Wo.)R&B | Erstveröffentlichung: 23. Oktober 2020 Saweetie feat. Jhené Aiko |
| 2024 | Gorgeous Missionary                          | — | — | — | Erstveröffentlichung: 1. November 2024 Snoop Dogg feat. Jhené Aiko |
| 2025 | Can’t Hide It Deep Thoughts                  | — | US84 (1 Wo.)US | R&B24 (… Wo.)R&B | Erstveröffentlichung: 21. März 2025 Lil Durk feat. Jhene Aiko |
| Folgende Lieder erschienen nicht als Single, wurden aber durch das Album zum Download und Streaming bereitgestellt und konnten somit eine Platzierung erlangen: |                                              | | | | |
| |                                              | | | | |
| 2013 | From Time Nothing Was the Same               | UK56 Platin · (1 Wo.)UK | US67 (2 Wo.)US | R&B26 (14 Wo.)R&B | Charteinstieg: 5. Oktober 2013 Drake feat. Jhené Aiko Autoren: A. Graham, J. A. E. Chilombo, N. Shebib, J. Beck |
| 2014 | Drunk Texting X                              | — | — | R&B46 (7 Wo.)R&B | Chris Brown feat. Jhené Aiko |
| 2015 | I Know Dark Sky Paradise                     | — | US— ×2DoppelplatinUS | R&B37 (8 Wo.)R&B | Big Sean feat. Jhené Aiko |
| 2019 | I’ll Kill You Over It                        | UK— SilberUK | US61 ×2Doppelplatin · (3 Wo.)US | R&B29 (3 Wo.)R&B | Summer Walker feat. Jhené Aiko |
| 2020 | Change Your Life It Was Good Until It Wasn’t | — | US80 (1 Wo.)US | R&B37 (1 Wo.)R&B | Kehlani feat. Jhené Aiko |
| 2020 | Body Language Detroit 2                      | — | US95 Gold · (1 Wo.)US | R&B35 (1 Wo.)R&B | Big Sean feat. Ty Dolla Sign & Jhené Aiko |
| 2021 | One Of Dem Nights A Gangsta’s Pain           | — | US— GoldUS | R&B50 (1 Wo.)R&B | mit Moneybagg Yo |
| 2025 | Backd00r Music                               | — | US25 (2 Wo.)US | — | Charteinstieg: 29. März 2025 Playboi Carti feat. Kendrick Lamar & Jhené Aiko |

## Statistik

### Chartauswertung
|                     | CH    | UK    | US    | R&B     |
| ------------------- | ----- | ----- | ----- | ------- |
| Nummer-eins-Alben   | CH—CH | UK—UK | US—US | R&B2R&B |
| Top-10-Alben        | CH—CH | UK—UK | US5US | R&B5R&B |
| Alben in den Charts | CH1CH | UK4UK | US7US | R&B5R&B |

|                       | UK    | US     | R&B      |
| --------------------- | ----- | ------ | -------- |
| Nummer-eins-Singles   | UK—UK | US—US  | R&B—R&B  |
| Top-10-Singles        | UK—UK | US—US  | R&B2R&B  |
| Singles in den Charts | UK5UK | US17US | R&B25R&B |

### Auszeichnungen für Musikverkäufe
| Silberne Schallplatte - Vereinigtes Königreich - 2023: für das Lied Stay Ready (What A Life) - 2024: für das Lied I Know Goldene Schallplatte - Australien - 2023: für das Lied I’ll Kill You - Brasilien - 2023: für die Single It’s a Vibe - 2024: für das Lied I Know - 2024: für die Single Beware - 2024: für das Lied B.S. - Dänemark - 2023: für das Lied From Time - 2025: für die Single Post to Be - Kanada - 2021: für das Lied I’ll Kill You - 2025: für die Single Back to the Streets - Neuseeland - 2022: für das Album Chilombo - 2022: für das Album Trip - 2023: für das Album Sail Out - 2024: für das Lied On The Way - Vereinigte Staaten - 2021: für das Lied Moments - 2021: für das Lied On The Way - 2022: für das Lied Wading - 2023: für das Lied Above and Beyond - 2023: für das Lied Lyin King - 2023: für das Lied When We Love - 2023: für das Lied New Balance - 2024: für das Lied Remember - 2024: für das Lied Eternal Sunshine - 2024: für das Lied Juicy Booty | Platin-Schallplatte - Neuseeland - 2024: für das Lied Stay Ready (What a Life) - Vereinigte Staaten - 2021: für das Lied Never Call Me - 2022: für das Lied Stay Ready (What a Life) - 2022: für das Lied Promises - 2023: für das Lied Comfort Inn Ending (Freestyle) - 2024: für das Lied Blue Dream - 2024: für das Lied W.A.Y.S. 2× Platin-Schallplatte - Neuseeland - 2022: für die Single Post to Be 3× Platin-Schallplatte - Kanada - 2022: für die Single It’s a Vibe - Neuseeland - 2025: für die Single It’s a Vibe |

Anmerkung: Auszeichnungen in Ländern aus den Charttabellen bzw. Chartboxen sind in ebendiesen zu finden.
| Land/RegionAuszeichnungen für Musikverkäufe (Land/Region, Auszeichnungen, Verkäufe, Quellen) | Silber       | Gold       | Platin       | Verkäufe   | Quellen              |
| -------------------------------------------------------------------------------------------- | ------------ | ---------- | ------------ | ---------- | -------------------- |
| Australien (ARIA)                                                                            | —            | Gold1      | —            | 35.000     | aria.com.au          |
| Brasilien (PMB)                                                                              | —            | 4× Gold4   | —            | 90.000     | pro-musicabr.org.br  |
| Dänemark (IFPI)                                                                              | —            | 2× Gold2   | —            | 90.000     | ifpi.dk              |
| Kanada (MC)                                                                                  | —            | 2× Gold2   | 3× Platin3   | 320.000    | musiccanada.com      |
| Neuseeland (RMNZ)                                                                            | —            | 4× Gold4   | 6× Platin6   | 217.500    | radioscope.co.nz NZ2 |
| Vereinigte Staaten (RIAA)                                                                    | —            | 16× Gold16 | 53× Platin53 | 61.000.000 | riaa.com             |
| Vereinigtes Königreich (BPI)                                                                 | 12× Silber12 | 2× Gold2   | 2× Platin2   | 3.980.000  | bpi.co.uk            |
| Insgesamt                                                                                    | 12× Silber12 | 31× Gold31 | 64× Platin64 |            |                      |